# 永遠が終わるまで熱いKISSをしよう
「永遠が終わるまで熱いKISSをしよう」（えいえんがおわるまであついキスをしよう）は、ROMANTIC MODEの5枚目のシングル。

## 内容
3枚目のアルバム『Dimensions』先行シングルとなった本作は、TBS系『浜田雅功のシングルゴルフ』のオープニングテーマ、および『恵比寿ガーデンクリニック』のコマーシャル・ソングであり、カップリングの「Rebirtth」はウエラジャパンの『リキッド・ヘア ムース』のコマーシャル・ソングである。

## 収録曲
1. 永遠が終わるまで熱いKISSをしよう
作詞・作曲：Joe Rinoie / 編曲：Joe Rinoie、鈴川真樹
2. Rebirth
作詞：大塚千恵子、Joe Rinoie / 作曲：Joe Rinoie / 編曲：Joe Rinoie、鈴川真樹
3. 永遠が終わるまで熱いKISSをしよう (inst.)
4. Rebirth (inst.)

| スタブアイコン | サブスタブ | この項目は、まだ閲覧者の調べものの参照としては役立たない、シングルに関連した書きかけの項目です。この項目を加筆・訂正などしてくださる協力者を求めています（P:音楽/PJ:楽曲）。 |